# Tachytrechus contingens
Tachytrechus contingens är en tvåvingeart som först beskrevs av Walker 1852.  Tachytrechus contingens ingår i släktet Tachytrechus och familjen styltflugor. Inga underarter finns listade i Catalogue of Life.